# Castiarina colorata
Castiarina colorata es una especie de escarabajo del género Castiarina, familia Buprestidae. Fue descrita científicamente por Hope en 1847.